# Ceratina nilotica
Ceratina nilotica är en biart som beskrevs av Cockerell 1937. Ceratina nilotica ingår i släktet märgbin, och familjen långtungebin. Inga underarter finns listade i Catalogue of Life.